# Escalfament

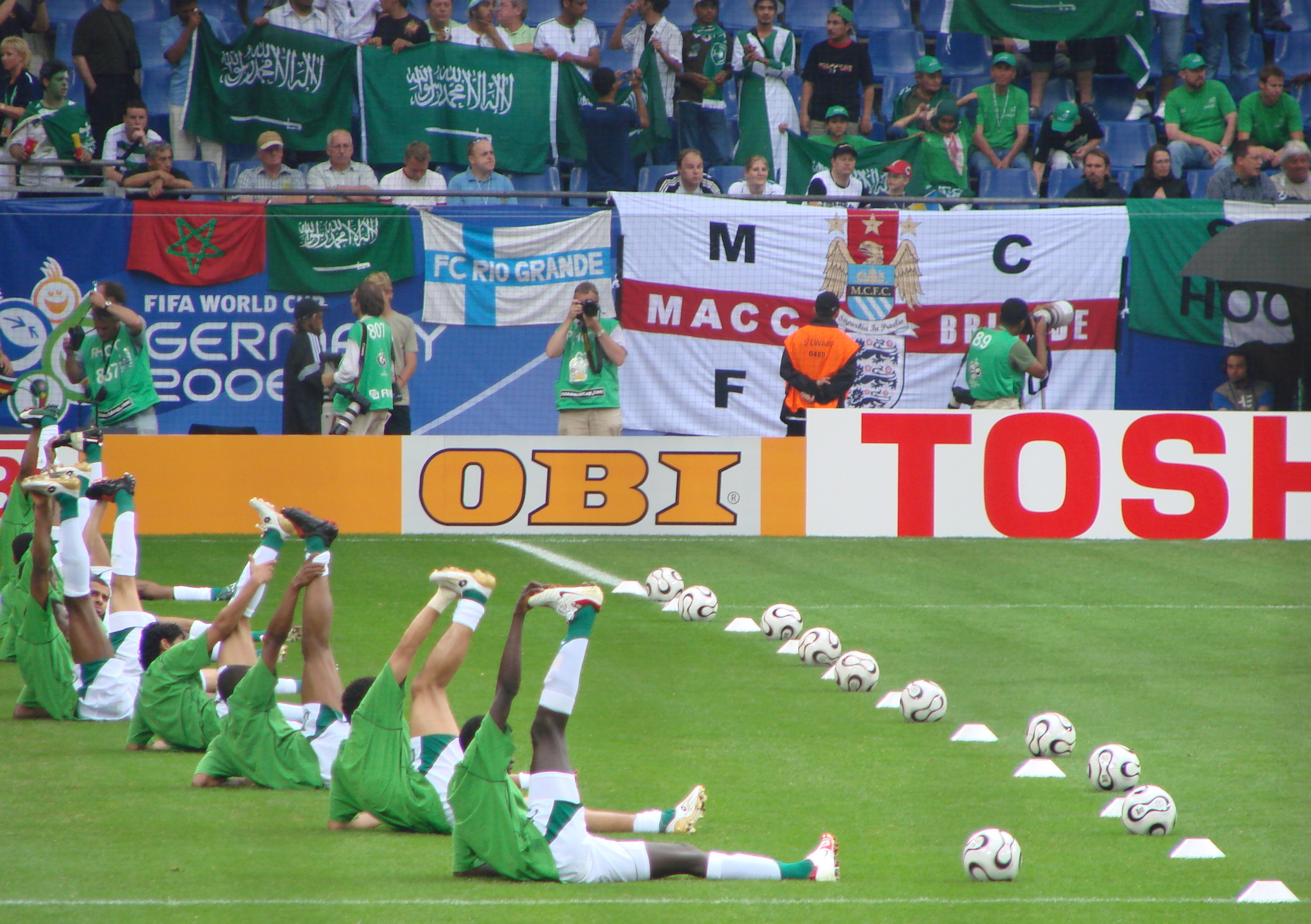
L'equip de l' escalfant-se, el 2006.

L'escalfament és un exercici físic i també és una part essencial de l'activitat física.
Són una sèrie d'exercicis que es realitzen abans de començar una activitat en la qual es necessiti un esforç superior al normal.
A mesura que fem activitat física d'una manera moderada i regular, el nostre cos es va adaptant a l'esforç, de manera que podem anar incrementant la pràctica esportiva. Aquesta capacitat d'adaptació i de resistència a l'esforç ens evitarà patir lesions, però tanmateix sotmetre el múscul al màxim esforç de manera sobtada sempre pot causar lesions. Si realitzem durant 10 o 15 minuts un escalfament muscular a base d'estiraments, petites curses, etc. es garanteix que el múscul s'escalfi i no pateixi cap mal.
Podem definir l'escalfament com un conjunt d'exercicis efectuats per un esportista abans d'un esforç físic, destinats a poder aconseguir un estat físic òptim.

## Tipus d'escalfament
- General: L'escalfament general és obligatori que es realitzi sempre que es desitgi practicar un esport o d'altra activitat que sotmeti l'organisme a un mínim esforç físic.
- Específic: D'altra manera, l'escalfament específic es basa a practicar alguns moviments característics d'una activitat determinada, els quals dependran de l'esport que es realitzi en cada ocasió. També hem de realitzar l'escalfament al final de fer l'activitat física.
- Preventiu: És quan una persona fa recuperació (massatges, bany de calor...) perquè s'ha lesionat algun múscul, s'ha fracturat un os, o algun cartílag, etc.
- Passiu: quan no es fan exercicis físics i al seu lloc es poden dur a terme procediments diversos, com massatge, hidroteràpia, electroestimulació (Complex), etc. Sol ser un complement de l'escalfament actiu.

## Raons per realitzar l'escalfament
- Evita les lesions durant l'activitat física.
- Activa el cor i amb això millora el bombament de la sang a tot el cos i també la capacitat d'absorció d'aire.
- Millora el rendiment de l'activitat física que es realitzarà seguidament.

## Metodologia
No sempre s'escalfa igualment. Això és perquè no sempre fem la mateixa activitat física després de l'escalfament. Quan els jugadors de bàsquet fan l'escalfament abans d'un partit, després de córrer una estona i d'estirar els músculs dels braços, han de fer llançaments a cistella i saltar per agafar alguns rebots. Si hem de jugar un partit de waterpolo, hem d'exercitar sobretot les extremitats superiors i nedar una bona estona. Però també hem d'escalfar les altres parts del cos. Hi ha dos tipus d'escalfaments: l'escalfament general (al que tothom fa més o menys els mateixos exercicis) i l'escalfament específic, que està compost per uns tipus d'exercicis determinats segons l'activitat física que es realitzi després.

## Tipus d'exercicis
Els exercicis globals, en els quals intervé la major part del cos. Un exemple d'aquest tipus d'exercici és la carrera.
Els exercicis de mobilitzacions articulars, que són per moure les articulacions. Per exemple: quan fem rotar els turmells a l'escalfament de la classe d'Educació Física.
Els objectius de l'escalfament és millorar el rendiment de la classe.